# Conspiração dos Pazzi
A Conspiração dos Pazzi (em italiano Congiura dei Pazzi) foi uma tentativa dessa família de banqueiros florentinos, chefiada por Jacopo Pazzi, de tomar o poder à família Médici, na época, em poder dos irmãos Juliano e Lourenço de Médici. Ocorrida em 26 de abril de 1478 na catedral da cidade, nela morreu Juliano de Médici. Lourenço, porém, conseguiu-se salvar, escondendo-se na sacristia da catedral.
Existe a possibilidade de que tenha sido arquitetada com a ajuda do papa Sisto IV, de Federico da Montefeltro, duque de Urbino e do arcebispo de Pisa. Sendo mal sucedida, acarretou em violenta represália por parte de Lourenço de Médici. O arcebispo foi enforcado numa das janelas do Palazzo Vecchio, enquanto a multidão agarrou os outros conspiradores e os trucidaram, esquartejando-os. O papa não se deu por vencido, pois era apoiado por Fernando I, rei de Nápoles. Lourenço, porém, foi pessoalmente a Nápoles e convenceu Fernando a apoiá-lo, encerrando assim, a conspiração. 

## Precedentes

Ritratto di Giuliano de' Medici
Por Sandro Botticelli, Galeria Nacional de Arte

Desde 1469, Florença era governada pelos filhos de Pedro de Médici (que morreu naquele ano), Lourenço e Juliano de Médici, dando continuidade ao domínio político e financeiro da família Médici sobre a cidade, que vinha a ser consolidado desde a fundação do banco da família em 1397. No entanto, o banco encontrou uma concorrência feroz por parte da ambiciosa e rica família Pazzi que procurou usurpar os Médici e tomar o controlo da cidade para si própria.
Francesco della Rovere, que vinha de uma família pobre de Ligúria foi eleito papa em 1471. Como Sisto IV, tornou-se rico e poderoso e um nepotista desenfreado que procurou dar poder e riqueza aos seus sobrinhos das famílias della Rovere e Riario. Poucos meses depois de ter assumido o papado, Sisto IV fez de Giuliano della Rovere (o futuro papa Júlio II) e Pietro Ricario cardeais e bispos. Quatro dos seus sobrinhos também foram ordenados cardeais. O papa fez ainda de Giovanni della Rovere, que não era padre, perfeito de Roma e arranjou-lhe um casamento que o integrou na família de Montefeltro, os duques de Urbino.
O papa já tinha manifestado sua oposição aos Médici, negando-lhes as finanças papais a favor dos Pazzi. Os Pazzi alegaram para Lourenço o Magnifico que essa mudança de preferência foi por mérito, e não por impropriedades de negócios, mas Lourenço apenas esperou o momento certo para se vingar. Cuidar das finanças papais dava um enorme prestígio e riqueza, tanto pelas comissões pelas movimentações, quanto pela exploração das minas de alúmen em Monte Della Toffa, no território papal em Civitavecchia, as únicas conhecidas, garantindo o monopólio desse insubstituível fixador de tintura em tecidos e tintas.
Em seguida, os Pazzi e o Papa fizeram essa aliança em Roma, mas mesmo assim a ideia da conspiração ainda não tinha se manifestado pois, embora rivais, as duas famílias florentinas ficaram próximas após o casamento de Guglielmo de Pazzi e Bianca de Médici, irmã de Lorenzo, em 1469.

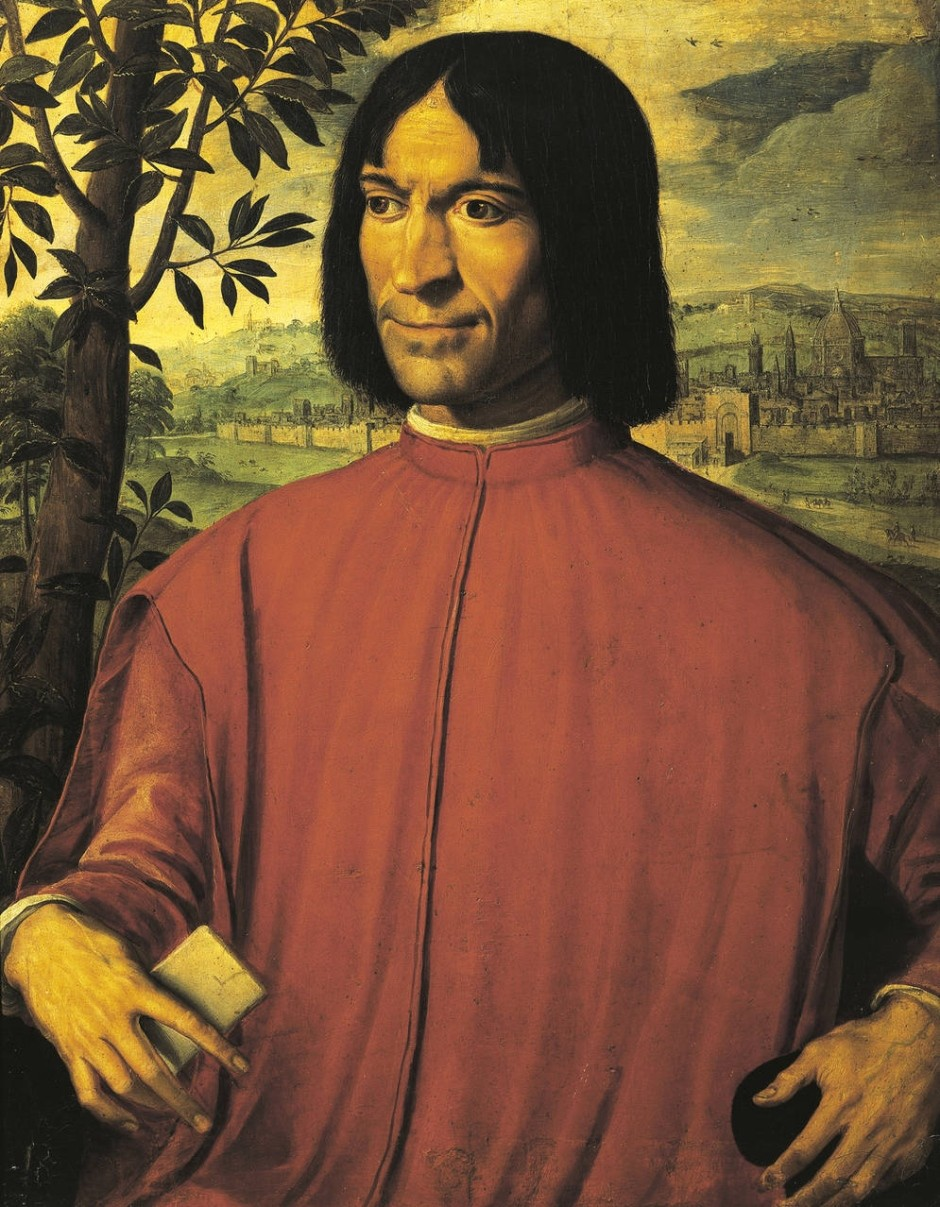
Lourenço de Médici
Por Girolamo Macchietti

A faísca que acendeu a ideia pode ter vindo da questão de herança de Beatrice Borromei, mulher de Giovanni de Pazzi. Em 1477, quando seu pai, o rico Giovanni Borromei, morreu, Lourenço promulgou uma lei retroativa que proibia as filhas de receberem a herança na ausência de irmãos vivos, passando-a diretamente para qualquer primo. Assim Lourenço evitou um crescimento do patrimônio dos Pazzi.
O abismo entre as duas famílias se abriu rapidamente após Lourenço repreender os Pazzi por emprestarem 30 mil ducados ao papa para que seu sobrinho,  Girolamo Riario, se apossasse do Condado de Imola com o objetivo de estabelecer um novo estado papal na zona.  O condado ficava perigosamente perto do território florentino e os Médici se negaram e pediram que nenhum banco florentino emprestasse dinheiro para a concretização da venda.
A compra foi financiada pelo banco dos Pazzi, apesar de Francesco de Pazzi ter prometido a Lourenço que eles não iriam ajudar o papa. Como recompensa, Sisto IV concedeu aos Pazzi direitos lucrativos de gestão de lucros do papado. Sisto IV nomeou o seu sobrinho Riario governador de Imola e Francesco Salviati arcebispo de Pisa, uma cidade que fora rival comercial de Florença, mas que agora estava sob o seu comando. Lourenço tinha-se recusado a permitir a entrada de Salviati em Pisa devido ao desafio que essa posição eclesiástica criava ao seu próprio governo em Florença.
Foi provavelmente nessa época (c. 1477) que começou a conspiração, sobretudo por parte de Jacopo e Francesco d'Pazzi. Estes juntaram-se a Francesco Salviati, em conflito com os Médici desde que haviam conspirado para não lhe dar a posição de Arcebispo. O comando das tropas em Florença dependeria de Girolamo Riario. O grupo procurou o apoio do papa Sisto, que o forneceu. Este declarou de forma cuidadosa que o seu santo ofício não podia caucionar o assassinato, mas tornou claro que seria um grande benefício para o papado que os Médici fossem retirados da sua posição de poder em Florença e que seria compassivo com quem o fizesse. Sisto deu instruções ao grupo para fazer o que achasse necessário para atingir esse objetivo e que lhes daria todo o apoio que precisassem.
O papa tinha que encontrar financiadores externos: a República de Siena, o rei de Nápoles, assim como tropas enviadas pelas cidades de Todi, Città di Castello, Perugia e Imola (todas em território papal). O pontífice pediu para evitarem derramamento de sangue, mas essa sugestão foi ignorada pelos conspiradores: os dois Médici tinham que ser eliminados de vez. O braço dessa ação, visto como responsável pelos assassinatos ou por meio de estratagemas ou de próprio punho, era de responsabilidade de Giovan Battista Montesecco, um assassino profissional.
Recentemente, foi descoberto pelo professor Marcello Simonetta uma carta criptografada, mostrando o envolvimento crítico de Federico de Montefelto, Duque de Urbino, na conspiração, mesmo sem Lourenço ter tido suspeitas sobre ele. O duque prometeu levar uma companhia de seiscentos homens a Florença para apoiar os Pazzi.

## Ataque

### Sábado, 25 de abril de 1478
O plano original consistia em matar os dois Médici, Lourenço e Juliano, durante um jantar organizado por eles na Villa Médici di Filesole em 25 de abril, por meio do envenenamento de Jacopo Pazzi e Girolamo Riario dos vinhos servidos aos irmãos. 
O motivo do banquete era a eleição, com 18 anos de idade, de Raffaele Riario como cardeal, que ignorava a trama dos conspiradores (talvez notificado pelo seu tio, o papa Sisto IV). Os Pazzi haviam se tornado parentes dos Médici recentemente, por meio do matrimônio da irmã de Lourenço e Giuliano, Bianca d'Médici com Guglielmo d'Pazzi. Mas por causa de uma indisposição de Giuliano, a tentativa teve que ser adiada para o dia seguinte, durante a missa em Santa Maria del Fiore.

### Domingo, 26 de abril de 1478
No domingo, o cardeal Riario Sansoni convidou todos para a missa presidida por ele em agradecimento à festa de homenagem da noite anterior, sem suspeitar de nada. Compareceram à missa os Médici e os conspiradores, com exceção de Montesecco, que se recusou a continuar a conspiração em local sagrado. Foram então recrutados às pressas dois padres do local: Stephano da Bagnone e o vigário apostólico Antonio Maffei de Volterra.
Com Juliano ainda doente, Bernardo Bandini (o assassino contratado para matá-lo) e Francesco de Pazzi decidiram buscá-lo pessoalmente. No caminho do Palazzo Médici a Santa Maria del Fiore, um dos conspiradores abraçou Giuliano para ver se usava uma cota de malha sob a roupa, mas por causa de uma infecção numa das pernas ele estava sem a habitual camisa sob a roupa, e estava sem seu gentile, o apelido que dava à adaga de guerra, que prendeu na perna ferida. Quando chegaram, a missa já havia começado.
No momento de elevação da hóstia, enquanto todos estavam de joelhos, foi consumada a conspiração. Juliano foi apunhalado 19 vezes por Bernardo Bandini e Francesco de Pazzi e, enquanto caía numa poça de sangue, Lourenço, acompanhado pelo inseparável Angelo Poliziano e seus escudeiros, André e Lourenço Cavalcanti, mesmo ferido conseguiu entrar na sacristia e fechar as pesadas portas.
A conspiração terminou assim que a população comprovou que Lourenço de Medici tinha sobrevivido.

## Consequências

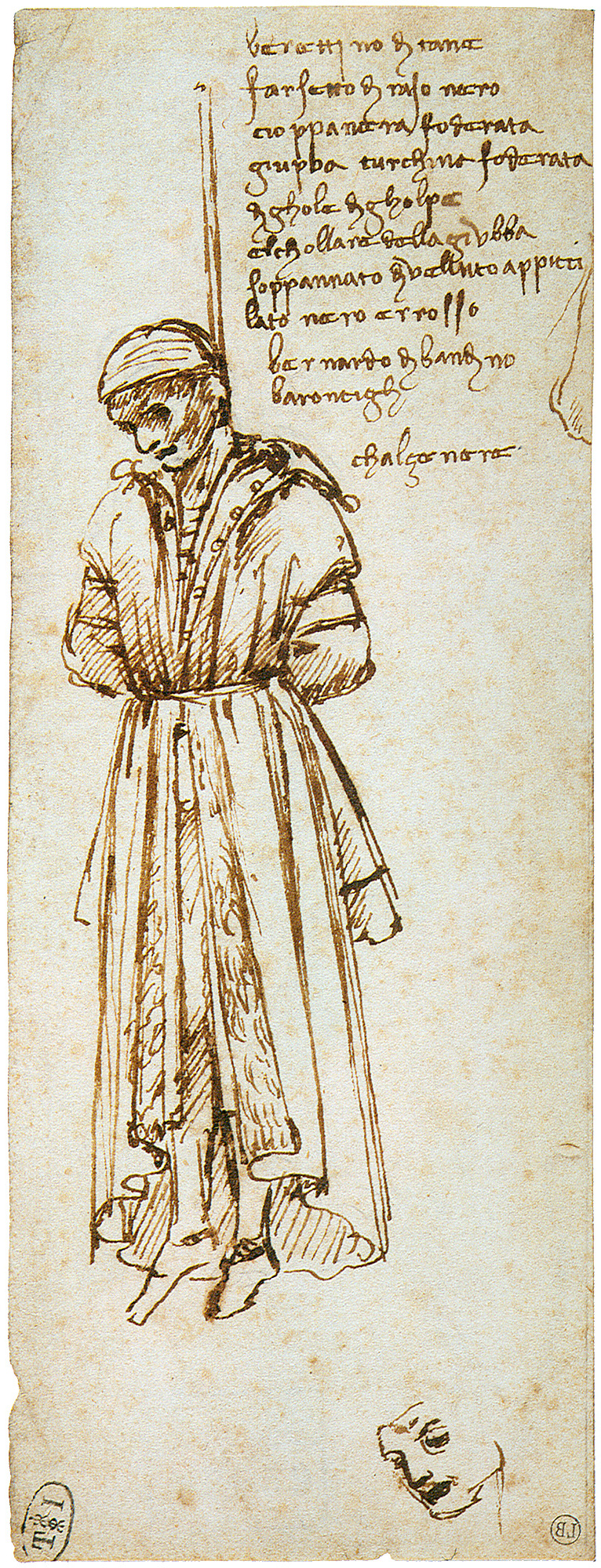
Desenho do enforcamento de Bernardo Bandini dei Baroncelli deLeonardo da Vinci.

A maioria dos conspiradores foi apanhada pouco depois do ataque e sumariamente executada: incluindo Francesco de Pazzi e Salviatti, que foram enforcados nas janelas do Palazzo della Signoria. Jacopo de Pazzi conseguiu fugir de Florença, mas foi apanhado e levado de volta. Ele foi torturado e depois enforcado nas janelas do Palazzo della Signoria, ao lado do corpo em decomposição de Salviati. Jacopo foi enterrado em Santa Croe, mas o seu corpo foi desenterrado e atirado para uma valeta. Depois, foi arrastado pelas ruas e pendurado na porta do palácio dos Pazzi, onde a sua cabeça em deposição foi usada de forma satírica como aldraba. De seguida, a cabeça foi lançada ao rio Arno, a partir de onde algumas crianças a pescaram e foram pendurá-la a uma árvore, onde a chicotearam. Depois, voltaram a lançá-la ao rio. 
Apesar de Lourenço ter apelado à população para não exercer justiça sumária, muitos dos conspiradores, assim como muitas pessoas acusadas de serem conspiradores, foram assassinados. Lourenço conseguiu salvar o sobrinho de Sisto IV, o cardinal Raffaele Riario, que estava quase certamente inocente, e ainda dois familiares dos conspiradores. Os principais conspiradores foram perseguidos por toda a Itália. Entre 26 de abril, o dia do ataque, e 20 de outubro de 1478, um total de oito pessoas foram executadas. Bernardo Bandini dei Baroncelli, que tinha conseguido fugir para Constantinopla, foi detido e enviado de volta para Florença pelo sultão. Baroncelli foi enforcado, ainda vestido com trajes turcos, de uma janela do Palazzo del Capitano del Popolo em 29 de dezembro de 1479. Houve ainda mais três execuções em 6 de junho de 1481.
Os Pazzi foram expulsos de Florença e as suas terras e propriedade confiscadas. O seu nome e brasão foram suprimidos de forma perpétua. O nome foi apagado de registos públicos e de todos os edifícios e ruas que o tinham. O seu escudo com golfinhos foi retirado de todo o lado. Qualquer pessoa com o nome de Pazzi teve de escolher um novo nome e qualquer pessoa casada com um Pazzi foi impedida de exercer cargos públicos. Guglielmo de' Pazzi, o marido da irmã de Lourenço, Bianca, ficou sob prisão domiciliária e mais tarde foi impedido de entrar na cidade. Ele foi viver para Torre a Decima, perto de Pontassieve.
O papa Sisto IV colocou Florença sob Interdito, proibindo missas e comunhões, em consequência da execução do arcebispo Salviati. Sisto ordenou ao rei de Nápoles, Fernando I, que atacasse Florença. Sem a ajuda dos aliados tradicionais de Florença, Bolonha e Milão, Lourenço tinha pouca esperança numa vitória, pelo que se viu forçado a seguir um curso pouco ortodoxo: viajou para Nápoles e entregou-se ao rei, ficando preso durante três meses. A coragem e carisma de Lourenço convenceram o rei de Nápoles a apoiar as tentativas de paz de Lourenço e a interceder junto de Sisto IV, apesar de não ter tido grande sucesso.
Os acontecimentos da Conspitação dos Pazzi afetaram os desenvolvimentos do regime dos Médici de duas formas: convenceram os apoiantes dos Médici de que era necessária uma maior concentração do poder político e reforçaram o poder de Lourenço, que já tinha demonstrado a sua aptidão ímpar para conduzir os negócios estrangeiros da cidade.
Com uma nova motivação, os Médici continuaram com as suas reformas.
O derrube de Pedro de Médici em 1494, levou a que a família Pazzi e muitos outros exilados políticos regressassem a Florença e participassem no governo popular.